# Isovaara (kulle i Finland, Lappland, Tunturi-Lappi)
Isovaara är en kulle i Finland. Den ligger i Kittilä i landskapet Lappland, i den norra delen av landet, 800 km norr om huvudstaden Helsingfors. Toppen på Isovaara är 262 meter över havet.
Terrängen runt Isovaara är huvudsakligen platt. Trakten runt Isovaara är nära nog obefolkad, med mindre än två invånare per kvadratkilometer.